# Kaniganhalu, Sindhnur
Kaniganhalu là một làng thuộc tehsil Sindhnur, huyện Raichur, bang Karnataka, Ấn Độ.